# Magisano
Magisano ist eine italienische Gemeinde mit 1076 Einwohnern (Stand 31. Dezember 2023) in der Provinz Catanzaro, Region Kalabrien.
Das Gebiet der Gemeinde liegt auf einer Höhe von 750 m über dem Meeresspiegel und umfasst eine Fläche von 31 km². Die Nachbargemeinden sind Albi, Sellia, Sersale und Zagarise. Magisano liegt 20 km nördlich von Catanzaro.